# Cristina Llorente
Cristina Llorente (Valladolid, 15 de junio de 1985) es una cantante, actriz y bailarina española.

## Carrera artística
Llorente, quinta de cinco hermanos, nació en Valladolid y vivió en el barrio de La Rubia. Comenzó su carrera como actriz y cantante en 1994, cuando con nueve años conoció al productor de musicales Javier Muñoz que la eligió para hacer el papel de Ismene en un musical. Desde entonces, Cristina Llorente compatibilizó sus estudios con la formación artística, con catorce años viajó a Londres, volviendo a España al cumplir la mayoría de edad. A partir de entonces actúa especialmente en musicales. Posteriormente integró el elenco del musical El Rey León, dirigido por Julie Taymor (primero en el ensamble y, a partir de diciembre de 2014, como Nala durante siete temporadas). En 2018 participó en la versión musical de El jovencito Frankestein, en el papel de Inga.
Por otro lado, ha editado un álbum, Permiso para ser yo, presentado en 2007 con la discográfica Jana Producciones y distribuido por Warner Music. El concierto-presentación de este disco tuvo lugar en el Teatro de Madrid (Madrid) los días 12 y 13 de mayo de 2007, ante 1.500 espectadores. A partir de entonces comenzó su gira 2007 en Barcelona, en la sala Luz de Gas. Tanto en el 2007 como en el 2008 ha realizado conciertos en grandes plazas y salas como: Pachá en Madrid, Plaza Mayor de Valladolid, Parc del Forum en Barcelona (invitada por el grupo Celtas Cortos), Plaza Mayor de Santa Perpetua (Barcelona), Sala Caracol de Madrid, Joy Eslava (Madrid), Plaza del Mar de San Xenxo, Plaza Mayor de Cambados, etc. También comenzó a dar conciertos acústicos a petición de la FNAC, en Callao y Parquesur (Madrid).

## Premios

### Como actriz
Fue nominada a los premios Max 2007 como Mejor actriz protagonista por su trabajo en el musical Antígona tiene un plan. Ha sido galardonada en 2007 como Mejor actriz revelación en los Premios Nacionales de Teatro Garamond.

### Como cantante
Llorente ha sido finalista de los Premios Telón-Chivas como Mejor Intérprete Musical 2006. También recibió en Miami el Premio Estrella de la Cámara 2008 como Mejor Cantante Latina Revelación por Permiso para ser yo.

## Filmografía

### Cine
- “GOOOL 2, Viviendo un sueño” – Dir. Jaume Collet-Serra
- “Seamos Realistas” (cortometraje) – Dir. Benjamín Lorenzo

### TV
- Centro Médico. TVE (Ainhoa Cortel)[10]
- Gran Reserva. TVE (Julia Cortázar)[11]
- Velvet. Antena 3 (Susú Miravalles)[10]
- Frágiles. Cuatro (Lupe)[12]
- La pecera de Eva. Tele 5 (Andrea)[13]
- Museo Coconut. Neox (episódico)
- Parot TVE

## Teatro
- “Ghost” Madrid Dir. Federico Bellone (Molly) (protagonista)  (2019-2020)
- “El jovencito Frankenstein” Madrid Dir. Esteve Ferrer (Protagonista) (Inga) (2018)[3]
- “El Rey León”. Musical (actualmente en Madrid en el Teatro Lope de Vega) Dir. Julie Taymor. (Nala) (2011-18)[11]
- “Blancanieves Boulevard”. Musical (2009-10) (2010-11) Dir. Javier Muñoz. (Protagonista)[12]
- “Cómplices, el musical”. (2010) Dir. Andreu Castro.
- “Grease, el musical de tu vida” (gira 2010) Dir. Ricard Reguant.[12]
- “A, un musical de Nacho Cano”. (2008-2009) Dir. Nacho Cano.[12]
- “Antígona tiene un plan”. Musical (2006-2008) Dir. Javier Muñoz.
- “En nombre de la Infanta Carlota”. Musical (2003-2005), de Jana Producciones. Dir. Javier Muñoz. (Protagonista)
- “Star’s Child” de Oscar Wilde (2004) en el Grange Court Theater de Londres.
- “Pretty Woman el musical” (Vivian)

## Discografía
- 2007: Permiso para ser yo